# Агеївка
Аге́ївка (первісна назва — Майорське) — село Любашівської селищної громади Подільського району Одеської області України. Населення становить 141 осіб.

## Географія

### Клімат
| Клімат                       | Клімат | Клімат | Клімат | Клімат | Клімат | Клімат | Клімат | Клімат | Клімат | Клімат | Клімат | Клімат | Клімат |
| Показник                     | Січ.   | Лют.   | Бер.   | Квіт.  | Трав.  | Черв.  | Лип.   | Серп.  | Вер.   | Жовт.  | Лист.  | Груд.  | Рік    |
| Середній максимум, °C        | −1,7   | −0,6   | 3,9    | 12,9   | 19,4   | 23,5   | 25,4   | 24,7   | 19,6   | 12,8   | 5,6    | 1,1    | 12     |
| Середня температура, °C      | −4,6   | −3,5   | 0,6    | 8,5    | 14,6   | 18,7   | 20,4   | 19,5   | 14,6   | 8,6    | 2,7    | −1,5   | 8      |
| Середній мінімум, °C         | −7,4   | −6,4   | −2,7   | 4,2    | 9,9    | 13,9   | 15,4   | 14,4   | 9,7    | 4,4    | −0,1   | −4     | 4      |
| Норма опадів, мм             | 40     | 39     | 33     | 39     | 52     | 66     | 77     | 50     | 41     | 29     | 41     | 41     | 548    |
| ---------------------------- | ------ | ------ | ------ | ------ | ------ | ------ | ------ | ------ | ------ | ------ | ------ | ------ | ------ |
| Джерело: [ climate-data.org] |        |        |        |        |        |        |        |        |        |        |        |        |        |

## Історія
Село засноване після російсько-турецької війни 1787—1792 років. За народними переказами заснував його відставний майор царської армії, який отримав тут землю, тому перша назва села була Майорське. Після приходу радянської влади назву змінили на Агеївка. Село пережило жахливі голодомори 1932—1933 та 1946—1947 років. Село розташоване на височині на правому березі річки Кодима. З Агеївки відкривається вражаючий краєвид на річку Кодима, село Янишівку та селище Криве Озеро. За один кілометр від села знаходиться автобан «Київ-Одеса». Найближча залізнична станція Любашівка розташована за десять кілометрів. Сільська рада знаходиться в селі Іванівка. Незважаючи на гарну природу, добрі землі та зручне розташування, село вимирає. Жителі села виживають за рахунок обробітку власних паїв та городів, а також утримують корів та кіз.[джерело?]
В селі Агеївка народився і виріс народний депутат України 4 скликання Василь Антонович Калінчук.
12 червня 2020 року, відповідно до Розпорядження Кабінету Міністрів України від № 724-р «Про визначення адміністративних центрів та затвердження територій територіальних громад Одеської області», увійшло до складу Любашівської селищної  територіальної громади.
19 липня 2020 року, в результаті адміністративно-територіальної реформи і ліквідації Любашівського району, село увійшло до складу новоутвореного Подільського району.

## Населення
Згідно з переписом УРСР 1989 року чисельність наявного населення села становила 162 особи, з яких 65 чоловіків та 97 жінок.
За переписом населення України 2001 року в селі мешкала 141 особа.
| Мова       | Кількість | Відсоток |
| ---------- | --------- | -------- |
| українська | 140       | 99.29%   |
| російська  | 1         | 0.71%    |
| Усього     | 141       | 100%     |